# PSA TU motor
De PSA TU-motor is een familie van kleine viercilinder-motoren gebruikt in het gamma van Peugeot en Citroën. Het type werd geïntroduceerd in 1986 in de Citroën AX. De nieuwe generatie motoren vervangt de X-familie, waar ze veel onderdelen mee gemeen heeft. De TU is beschikbaar als benzine- en dieselmotor.

## TU9
De TU9 is de kleinste versie, gebruikt in een hele reeks wagens waaronder de Citroën AX, Saxo, Peugeot 205 en 106. Ze heeft een zuigerverplaatsing van 954 cc, met boring van 70 mm en een slag van 62 mm. Oorspronkelijk goed voor een vermogen van 33 kW, wat verhoogd werd tot 37 kW in 1992, met de installatie van injectie en een katalysator. De productie werd gestaakt in 2001 met de introductie van de Euro III-norm.
| Model   | Vermogen    | Nota's                     |
| ------- | ----------- | -------------------------- |
| TU9 M/Z | 49 hp/36 kW | Injectiemotor, Katalysator |
| TU9/K   | 44 hp/33 kW | Enkeltrapscarburator       |

## TU1
De TU1 heeft een zuigerverplaatsing van 1124 cc, met een boring van 72 mm en een slag van 69 mm. Het vermogen was oorspronkelijk 40.5 kW, maar werd verhoogd tot 44 kW in 1992, met de installatie van injectie en een katalysator. De introductie van de Euro III-norm heeft geleid tot de aanpassing van de injectie van monopoint naar multipoint. Het vermogen bleef hierbij ongewijzigd. Deze motor is de huidige basismotor van de Citroën C2, de C3 en de Peugeot 206. Hij zal in hoofdzaak vervangen worden door de Prince-motoren die momenteel ontwikkeld worden door PSA Peugeot Citroën en BMW.
| Model    | Vermogen    | Nota's                     |
| -------- | ----------- | -------------------------- |
| TU1 F2/K | 59 hp/44 kW | Enkeltrapscarburator       |
| TU1 JP   | 59 hp/44 kW | Injectiemotor, Katalysator |
| TU1 M/Z  | 59 hp/44 kW | Injectiemotor, Katalysator |
| TU1/K    | 54 hp/40 kW | Enkeltrapscarburator       |

## TU2
De TU2 heeft een zuigerverplaatsing van 1294 cc, met een boring van 75 mm en een slag van 73 mm. Het vermogen was oorspronkelijk 94 hp/70 kW, deze motor vond je in de AX Sport, een licht krachtigere versie werd ontwikkeld voor de Peugeot 205 Rallye. Deze motor werd TU24 gedoopt. Een nieuwe versie met 99 hp/74 kW werd in 1992 gebouwd voor de Peugeot 106 Rallye, ze was uitgerust met injectie en een katalysator.
| Model    | Vermogen      | Nota's                      |
| -------- | ------------- | --------------------------- |
| TU2 Â    | 93 hp/70 kW   | Dubbele tweetrapscarburator |
| TU24 Â/K | 101 hp/76 kW  | Dubbele tweetrapscarburator |
| TU2 J2/Z | 98 hp/73.5 kW | Injectiemotor, Katalysator  |

## TU3
De TU3 heeft een zuigerverplaatsing van 1360 cm3, met een boring van 75 mm en een slag van 77 mm. Het is een van de meestgebruikte motoren door de PSA-groep, met toepassingen in de kleine modellen en de middenklasse, waaronder een tak in de autosport zoals de Citroën AX GTI Cup, die georganiseerd werd in vele Europese landen, in de vroege jaren 90.
In de eerste jaren was deze motor zowel met een enkeltraps- als een dubbeltrapscarburateur leverbaar. De injectie werd beschikbaar in 1990 voor de AX GTI en de 106 XSi, met een vermogen van 100 pk bij 6600 toeren/minuut. In 1992 werden de carburateurversies allemaal vervangen door injectie, terwijl de sportversie in 1996 uit productie ging.
| Type        | Vermogen       | Bijzonderheden        |
| ----------- | -------------- | --------------------- |
| TU3 A       | 65 pk / 47 kW  | Carburateur           |
| TU3 A       | 72 pk / 53 kW  | Carburateur           |
| TU3 A/K     | 69 pk / 51 kW  | Carburateur           |
| TU3 F2/K    | 75 pk / 55 kW  | Tweetrapscarburateur  |
| TU3 FJ2/K   | 100 pk / 73 kW | Injectie              |
| TU3 FJ2/Z   | 95 pk / 69 kW  | Injectie, katalysator |
| TU3 JP      | 75 pk / 55 kW  | Injectie, katalysator |
| TU3 M en MC | 75 pk / 55 kW  | Injectie, katalysator |
| TU3 S       | 85 pk / 62 kW  | Tweetrapscarburateur  |

## ET3
Een 16-kleps-versie van de TU3 met variabele kleptiming werd geïntroduceerd in 2005, in de Peugeot 307. De naamgeving werd vóór de eerste productie veranderd in ET3 J4, waar dat oorspronkelijk TU3 JP4 zou zijn geworden. Waarschijnlijk is dit bedacht als een tussenstap naar de nieuwe PSA/BMW Prince-motorfamilie, welke de TU-motoren opvolgde.
| Type   | Vermogen      | Bijzonderheden        |
| ------ | ------------- | --------------------- |
| ET3 J4 | 90 pk / 66 kW | Injectie, katalysator |

## TU5
De TU5 heeft een zuigerverplaatsing van 1587 cc, met een boring van 78.5 mm en een slag van 82 mm. De motor was oorspronkelijk leverbaar als 8- en 16-klep-uitvoering, maar enkel de 16V is nog in productie. Het vermogen is (80 kW) in de meeste toepassingen, maar bijvoorbeeld in de C2 VTS wordt een sportievere 90 kW gemonteerd. De TU5 is altijd door zowel Citroën als Peugeot gebruikt in de motorsport.
| Model         | Vermogen     | Nota's                                 |
| ------------- | ------------ | -------------------------------------- |
| TU5 J2/L3     | 103 hp/77 kW | Injectiemotor, Katalysator             |
| TU5 J4 NFX    | 118 hp/88 kW | Injectiemotor, Katalysator, 16 kleppen |
| TU5 JP NFR    | 90 hp/66 kW  | Injectiemotor, Katalysator, 8 kleppen  |
| TU5 JP NFT    | 98 hp/72 kW  | Injectiemotor, Katalysator, 8 kleppen  |
| TU5 JP4 NFU   | 108 hp/80 kW | Injectiemotor, Katalysator, 16 kleppen |
| TU5 JP4 S NFS | 123 hp/91 kW | Injectiemotor, Katalysator, 16 kleppen |

## TUD
De TUD was de dieselvariant. Oorspronkelijk gebruikte men de cilinders van de TU3 en heette de motor TUD3, maar in 1992 werd de zuigerverplaatsing verhoogd tot 1527 cc, met een boring van 77 mm en een slag van 82 mm. De motor werd TUD5 genoemd. De motor was enkel beschikbaar zonder turbo. Naast het gebruik in de kleine modellen van PSA (AX, Saxo, 106) was het ontwerp verkocht aan andere constructeurs die geen dieselmotoren bouwden. De motor werd gebruikt in de Rover Metro en in de Nissan Micra, waar tegenwoordig een 1.5DCi motor van Renault in ligt.
| Model | Vermogen    | Nota's              |
| ----- | ----------- | ------------------- |
| TUD3  | 52 hp/38 kW | Diesel              |
| TUD5  | 57 hp/42 kW | Diesel, Katalysator |